# Grupo Rehau
REHAU es una compañía multinacional con sede en Suiza, y central global de operaciones en Alemania, dedicada a la transformación de polímeros para los sectores de automoción, construcción, e industria. REHAU tiene más de 20.000 empleados y está presente en más de 170 emplazamientos en 54 países.
La sede administrativa del Grupo REHAU, incluyendo el consejo de administración, se encuentra en Muri, Berna, en Suiza. Desde las sedes centrales en Rehau, en Baviera, Alemania, se dirigen a nivel mundial las actividades de la empresa en las áreas de automoción e industria, y desde Erlangen se dirigen las de construcción.
El grupo a la cual REHAU pertenece (REHAU Verwaltungszentrale AG), es también propietaria de Meraxis, con sede en Muri, Berna, Suiza, dedicada al comercio internacional de plásticos del grupo; así como de RAUMEDIC, fundada en 2004, y dedicado al desarrollo de tecnología de extrusión y moldeado de polímeros para la industria médica y farmacéutica, y con sede global en Helmbrechts, Baviera, Alemania.

## Historia
La empresa familiar fue fundada en 1948 por Helmut Wagner en Rehau, ciudad situada en la Alta Franconia (Baviera). En 1962 se inauguró la primera fábrica de REHAU fuera de Europa en Montreal (Canadá). En 2000 Helmut Wagner pasó la dirección del grupo de empresas a manos de sus hijos: Jobst Wagner asumió la Presidencia del Supervisory Board, Dr. Veit Wagner la Vicepresidencia.

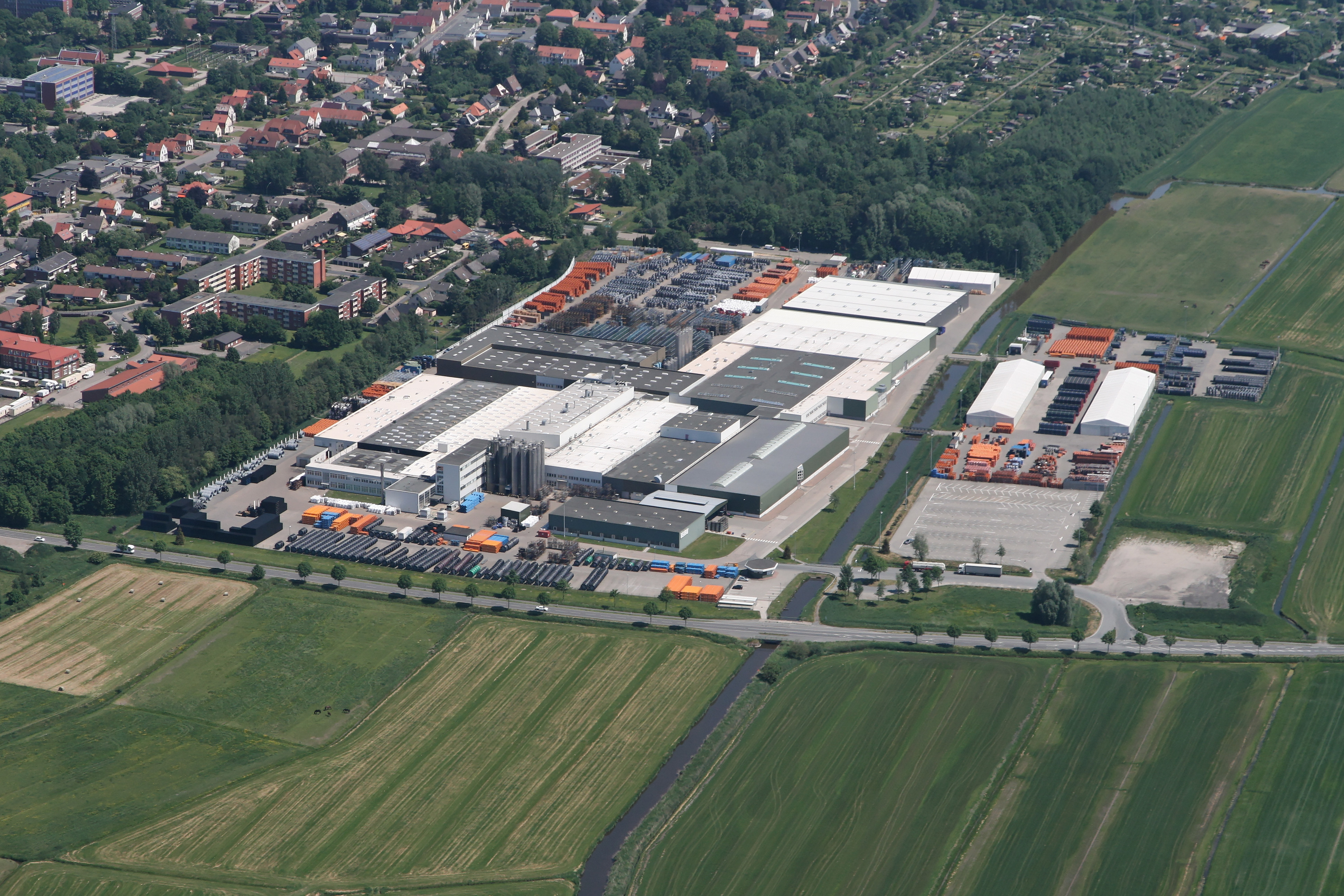
Centro de fabricación de REHAU en Brake, Baja Sajonia, Alemania.

## REHAU en España
En España, REHAU cuenta con una fábrica 10.800 m² en Tortosa, donde la compañía fabrica piezas para los sectores de automoción, mobiliario y electrodomésticos. También dispone de oficinas en Rivas-Vaciamadrid, Madrid y Gavá, Barcelona. En 2018, la filial española estaba compuesta por 374 empleados y facturó 61,21 M€ en el territorio nacional.

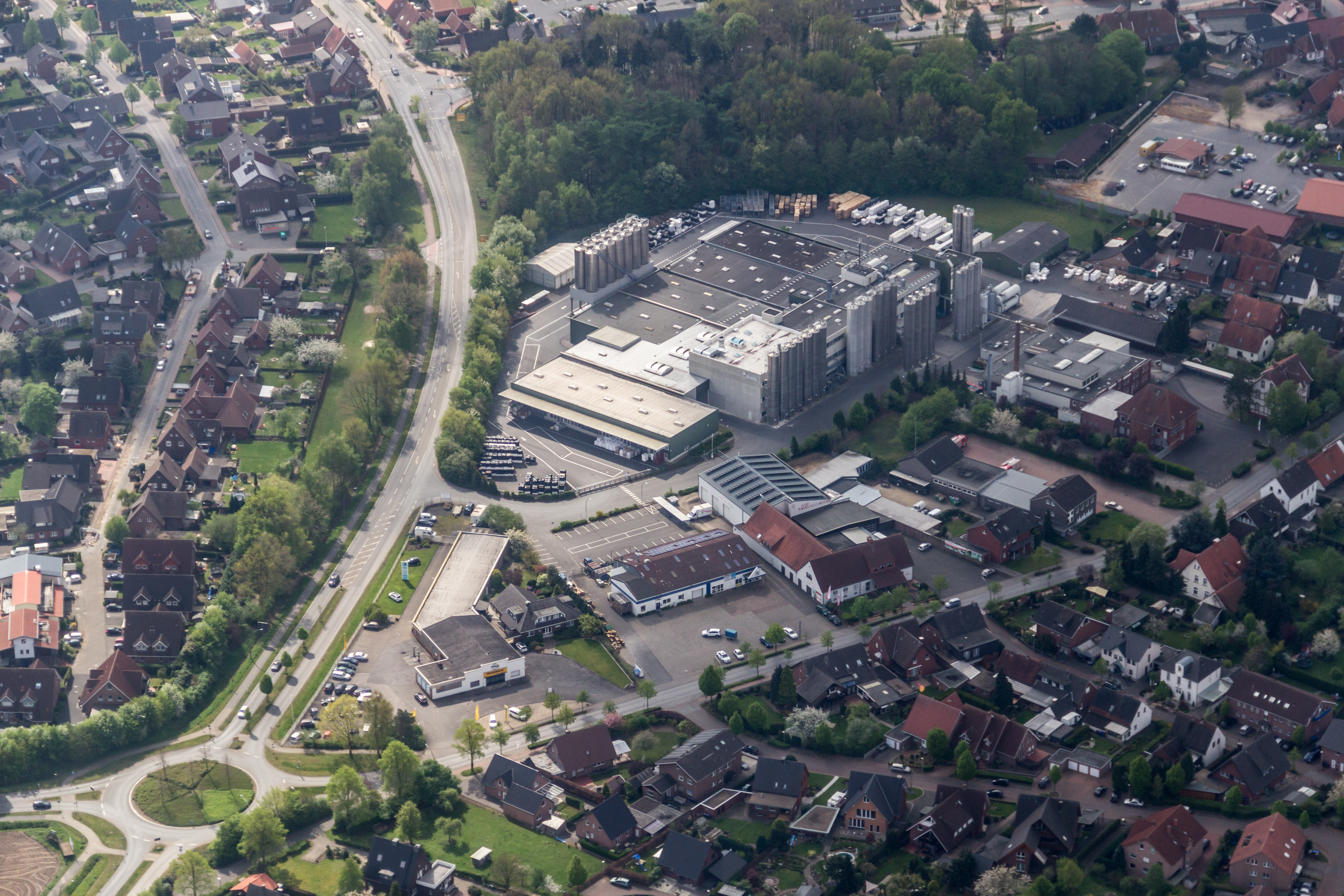
Centro de producción de REHAU en Velen, en el estado federado de Alemania de Renania del Norte-Westfalia.